# Praia da Areia Branca

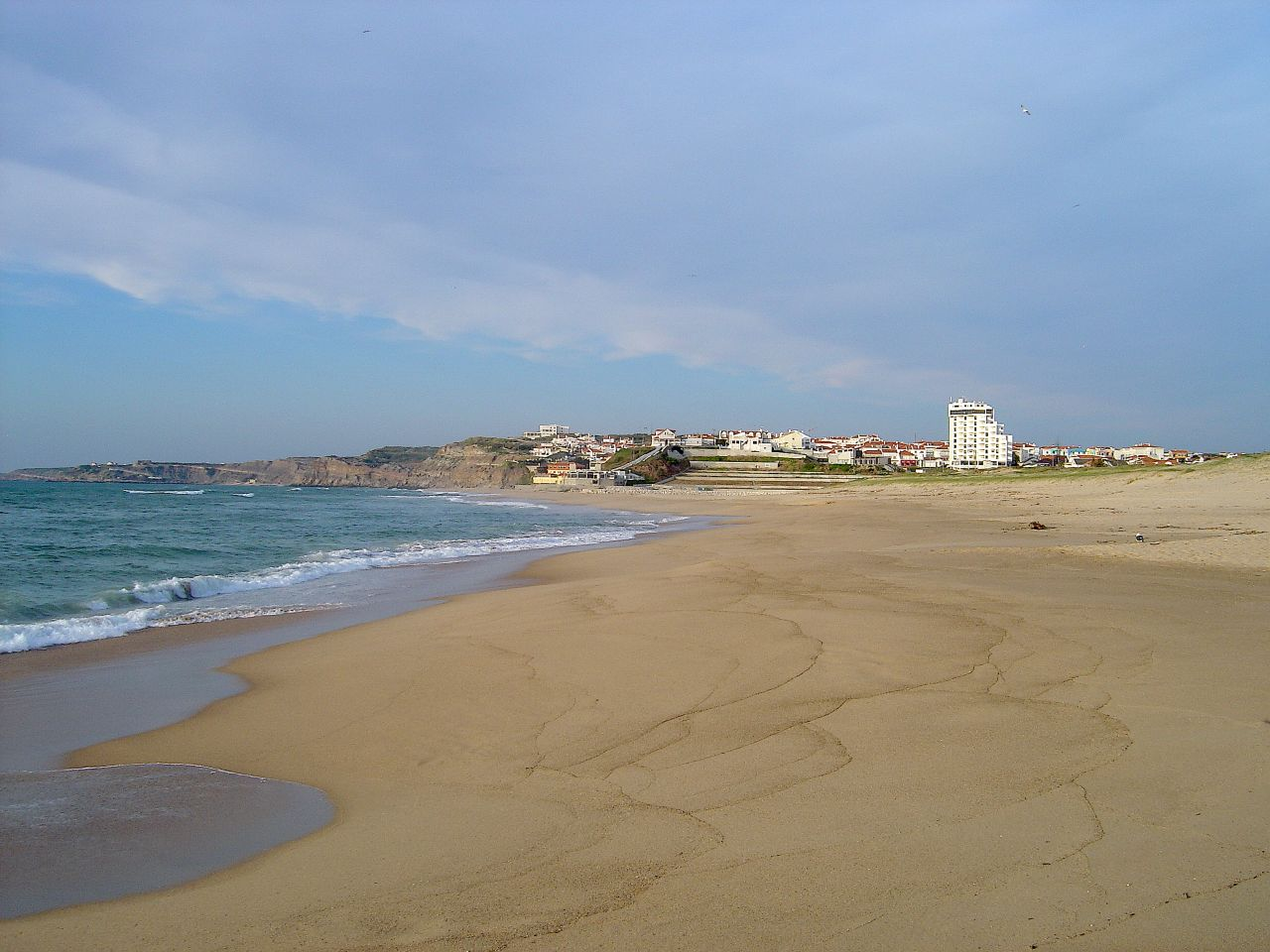
Praia da Areia Branca

Praia da Areia Branca, zu Deutsch wörtlich: Weißer Sandstrand, ist ein portugiesisches Dorf und ein Strand in der Freguesia und im Concelho Lourinhã. Ort und Strand liegen 65 km nördlich Lissabon und 15 km südlich Peniche an der Nationalstraße EN 247.

## Charakteristika und Touristisches
Die durchschnittliche Wassertemperatur beträgt im Sommer 17 bis 20 °C. Zum Strand besteht ein behindertenfreundlicher Zugang.
Es können Sonnenschirme und Markisen gemietet werden. Duschen sind vorhanden. 
Gelegenheit zum Surfen gibt es auch mit Bodyboards. Populär ist Volleyball.
Der Campingplatz ist der Parque de Campismo da Praia da Areia Branca.
2009 erhielt der Praia da Areia Branca die Blaue Flagge. Am Strand mündet, saisonal, der Rio Grande (Lourinhã).
Koordinaten: 39° 16′ 1″ N, 9° 20′ 10″ W